# Saint-Genis-l'Argentière
Saint-Genis-l'Argentière è un comune francese di 1 058 abitanti situato nel dipartimento del Rodano della regione Alvernia-Rodano-Alpi.
Il territorio comunale è bagnato dalle acque della Brévenne.

## Società

### Evoluzione demografica
Abitanti censiti